# Romuald Twardowski: Sacrum – Profanum
Romuald Twardowski: Sacrum * Profanum (Works for Mixed Choir) – album muzyczny zawierający utwory chóralne a capella polskiego kompozytora Romualda Twardowskiego nagrane (we współpracy z kompozytorem) przez Chór Filharmonii Częstochowskiej Collegium Cantorum pod dyrekcją Janusza Siadlaka. Został wydany 11 października 2019 przez DUX Recording Producers (nr kat. DUX 1601). Nominacja do Fryderyka 2020 w kategorii Album Roku Muzyka Chóralna.

## Lista utworów
- Nokturny I, II | Nocturnes I, II (1960)
  - 1. W jasnym świetle latarni | In the Bright Lamplight (słowa: Zofia Sosnowska-Grądmanowa) [2:23]
  - 2. Noc mdlała | The Night Fades Away (słowa: Irena Newert) [2:43]
- Kołysanki I, II | Lullabies I, II (1960) (słowa: Kazimiera Iłłakowiczówna)
  - 3. Kołysanka Krzysi | Krzysia’s Lullaby [2:35]
  - 4. Niańka Króla Heroda | King Herod’s Nanny [3:03]
- Mały koncert na orkiestrę wokalną (1988) 
  - 5. Moderato [1:42]
  - 6. Allegro con grazia [2:56]
- Carmina de mortuis (1961) (słowa: Julian Tuwim)
  - 7. Moment [3:46]
  - 8. Pogrzeb | Funeral [2:35]
  - 9. O chorym synku | On a Sick Son [3:31]
  - 10. Nieznane drzewo | An Unknown Tree [3:24]
- Lamentationes (1979) (Jeremiasz, Job, Treny, Ps. 37, 129) 
  - 11. Lamentationes [6:19]
- Exultate, jubilate (2017) 
  - 12. Exultate, jubilate [3:33]
- Cantus s. Casimiri (2012) 
  - 13. Cantus s. Casimiri [4:21]
- Chwali, dusze moja, Gospoda | Praise the Name of the Lord (2000)
  - 14. Chwali, dusze moja, Gospoda | Praise the Name of the Lord [4:38]
- Błagosłowi dusze moja, Gospoda | Praise the Name of the Lord (2005)
  - 15. Błagosłowi dusze moja, Gospoda | Praise the Name of the Lord [1:59]
- Wsiakoje dychanije | All breath (1996)
  - 16. Wsiakoje dychanije | All breath [3:44]